# Iglesia del Carmen (Málaga)
La iglesia de Nuestra Señora del Carmen es una iglesia parroquial que se encuentra situada en la calle de La Serna del antiguo barrio de El Perchel de Málaga, España. Anteriormente, fue el templo del convento de los padres carmelitas descalzos en la ciudad de Málaga.

## Historia
Fue fundada en el año 1584. De la primitiva construcción no se sabe nada, pues quedó inhabitable y casi totalmente derruida por el terremoto que se produjo en el año 1680. Tras el terremoto se realizó una restauración, y, posteriormente, nuevas restauraciones le fueron realizadas a lo largo del siglo XVIII.
En 1856, se instaló en dicha iglesia la sede parroquial de San Pedro, y años más tarde, en 1931, fue incendiada en el marco de la llamada quema de conventos. Durante la guerra civil se convirtió en almacén. En estos años, el edificio recibió grandes destrozos y los retablos y altares desaparecieron.
Posteriormente, fue restaurada intentando conservar su carácter espacial primitivo y revistiéndola en un sentido totalmente clásico en su alzado y adornos.

## Descripción
Esta iglesia presenta tres naves con capillas y ancho crucero, pues de esta manera respondía a las necesidades de la población, ya que estaba situada como se explicó inicialmente en un barrio popular de Málaga, el Perchel, el cual tuvo un gran crecimiento en aquella época.
La capilla mayor y brazos del crucero se cubren con bóvedas de medio cañón con lunetos, fajones y marcos para yeserías. Encontramos un pequeño camarín en el que se sitúa la Virgen del Carmen (obra realizada por el escultor granadino José Navas Parejo en 1945).
En la nave de la Epístola se abren dos capillas: la Cofradía de la Misericordia y la capilla bautismal. La capilla de la Cofradía de la Misericordia tiene planta octogonal y bóveda de media naranja con decoración de yeserías carnosas muy restauradas. En el interior de la misma encontramos las imágenes de Jesús Nazareno de la Misericordia (tallada por el granadino José Navas Parejo en 1944) y la Virgen del Gran Poder (imagen del círculo malagueño del siglo XVIII, restaurada en nuestros días por el escultor sevillano Álvarez Duarte).
Junto a esta Iglesia se ha construido recientemente la Casa Hermandad de la Cofradía de la Misericordia, donde se pueden contemplar los tronos de Jesús Nazareno y la Virgen del Gran Poder.

## Imagen titular: Nuestra Señora del Carmen
La Virgen del Carmen preside el Altar Mayor de la Parroquia. Esta imagen goza de gran devoción entre los malagueños y fue coronada en el año 2004 en la Santa Iglesia Catedral Basílica. Es obra de José Navas-Parejo de la década de los años 40, y fue restaurada en el año 2005 por Francisco Romero Zafra. El Niño Jesús que sostiene en sus manos es obra del mismo autor.
Y también nuestro padre Jesús de la Misericordia, también llamado cariñosamente por todos los malagueños como "Él chiquito" y nuestra señora del Gran Poder.
Posee un gran ajuar que ha ido creciendo con el paso de los años, destacando así tres ternos bordados, dos mantos de procesión, un manto de camarín, tres coronas, e innumerable juego de escapularios y túnicas para el Niño Jesús.

## Convento anexo
En el terreno colindante a la iglesia, se encuentra el convento de San Andrés, del siglo XVI, declarado Bien de Interés Cultural en 2001. Actualmente, se encuentra en un estado de reconstrucción que comenzó en 2016 y que pretende dar uso a distintas asociaciones malagueñas, entre ellas la Hermandad del Carmen.

## Aliatar: Campamento de verano
La iglesia de Nuestra Señora del Carmen lleva a cabo varios proyectos, como catequesis de comunión, para aquellos niños que desean realizar dicho sacramento, catequesis de pos-comunión para los jóvenes que quieren seguir descubriendo más sobre Jesús y sobre la iglesia; grupos de seglares claretianos; Cáritas...y muchos más eventos, pero uno de los que más "fama" tienen dentro y fuera de la iglesia es Aliatar. Este es un campamento de verano que empezó en 1987 de la mano de los jóvenes de la Parroquia de Nuestra Señora del Carmen, y desde entonces se ha llevado a cabo todos los años desde los días 1 al 8 de agosto. Tiene lugar en Loja (Granada) en la casa de convivencias que pertenece a los misioneros Claretianos, la que antiguamente se trataba de un seminario. Esta colonia de verano es especial, pues cada año se realiza un campamento nuevo, totalmente distinto al del año anterior, y es preparado a lo largo del año por los jóvenes de la Parroquia. El campamento es una colonia de temática cristiana, donde los niños pasan unos días divertidos con actividades de todo tipo y formativas, al aire libre, piscina, juegos, excursiones, veladas... a la vez que reciben valores cristianos acordes a su edad. Este es llevado a cabo por los jóvenes, catequistas y adultos que pertenecen a diferentes movimientos de la parroquia y que favorecen que esta actividad se pueda vivir en un ambiente familiar.